# 에인트 뎀 바디스 세인츠
에인트 뎀 바디스 세인츠(Ain't Them Bodies Saints)는 데이비드 라워리가 각본과 감독을 맡은 2013년에 개봉한 미국의 로맨틱 범죄 드라마 영화이다. 교도소를 탈출하여 아내, 그리고 단 한번도 만나보지 못했던 딸과 재결합하기 위하여 택사스 언덕을 건너는 도망자에 관한 영화이다. 케이시 애플렉이 밥 멀둔 역을 그리고 루니 마라가 루스 거스리 역을 맡았다.
2013년 선댄스 영화제에서 첫 상영을 했으며, 드라마 영화 부문 촬영상을 수상하였고 심사의원상에 후보에 올랐다.
2013년 칸 영화제에서 국제 비평가 부문에 경쟁작으로 나오기도 하였다.

## 출연진
- 케이시 애플렉 - 밥 멀둔 역
- 루니 마라 - 루스 거스리 역
- 벤 포스터 - 패트릭 휠러 역
- 키스 캐러딘 - 스케릿 역
- 네이트 파커 - 스위티 역
- 찰스 베이커 - 베어 역
- 어거스틴 프리젤 - 시시 역
- 켄터커 오들리 - 프레디 역
- 라미 말렉 - 윌 역
- 윌 바인브링크 - 타운스 역
- 애널리 제프리스 - 메리 역